# Lee-Roy Newton
Lee-Roy Newton (Sudáfrica, 19 de diciembre de 1978) es un atleta sudafricano, especialista en la prueba de relevos 4 x 100 m, en la que llegó a ser campeón mundial en 2001.

## Carrera deportiva
En el Mundial de Edmonton 2001 ganó la medalla de oro en los relevos 4 x 100 metros, con un tiempo de 38.47 segundos que fue récord nacional de Sudáfrica, llegando por delante de los trinitenses y australianos, y siendo sus compañeros de equipo: Corne Du Plessis, Morne Nagel y Mathew Quinn.